# Geneslay
Geneslay is een plaats en voormalige gemeente in het Franse departement Orne in de regio Normandië en telt 209 inwoners (1999). De plaats maakt deel uit van het arrondissement Alençon.

## Geschiedenis
Op 1 januari fuseerde Geneslay met de gemeenten La Chapelle-d'Andaine, Couterne en Haleine tot de gemeente Rives d'Andaine. 

## Geografie
De oppervlakte van Geneslay bedraagt 8,5 km², de bevolkingsdichtheid is 24,6 inwoners per km².
De onderstaande kaart toont de ligging van Geneslay met de belangrijkste infrastructuur en aangrenzende gemeenten.

## Demografie
Onderstaande figuur toont het verloop van het inwonertal (bron: INSEE-tellingen).
La Chapelle-d'Andaine · Couterne · Geneslay · Haleine